# Brody Iłżeckie (przystanek kolejowy)
Brody Iłżeckie – przystanek kolejowy w Górkach k. Brodów, w województwie świętokrzyskim, w Polsce.

## Ruch pasażerski
| Rok  | Wymiana pasażerska na dobę |
| ---- | -------------------------- |
| 2017 | 100-149                    |
| 2022 | 100-149                    |